# 스코틀랜드 계몽주의
스코틀랜드 계몽주의(Scottish Enlightenment)는 스코틀랜드에서 18세기를 중심으로 과학적 성과가 두드러졌던 시기의 계몽주의적 사조(社潮)이다. 18세기에 스코틀랜드는 저지(Lowlands)의 교구학교와 네개의 대학교 네트워크가 있었다. 계몽시대의 문화는 새로운 지식의 상세한 독해와 심도있는 토론으로 이루어졌다. 그것은 에딘버러에 있는 스코틀랜드 명사회(The Select Society), 포커 클럽(The Poker Club), 세인트앤드루스 대학교, 애버딘 대학교, 글래스고 대학교, 에든버러 대학교 등에서 가능했다.

## 개요
1750년 경 스코틀랜드는 유럽에서 가장 문맹률이 낮은 지역이었다. 당시 스코틀랜드의 인구 중 문해율은 75%에 달했다.
당시 유럽 전역에서 흥기한 계몽주의는 이성을 인간 본연의 특질로 파악하였다. 이들은 또한 이성에 의해 사회와 자연의 진보가 가능하다는 믿음을 지닌 낙천주의를 견지하였다.
유럽의 다른 곳에 대비되는 스코틀랜드 계몽주의의 특징은 경험론이다. 스코틀랜드의 게몽주의자들은 현실의 경험속에서 덕을 함양할 때 개인과 사회 모두의 발전이 가능하다고 믿었다.
스코틀랜드 계몽주의는 철학, 경제학, 기술, 건축, 의학, 지리학, 고고학, 법학, 농업, 화학 등 지식체계 전반에 걸친 발전이었다. 대표적인 인물로는 프랜시스 허치슨, 알렉산더 켐벨, 데이비드 흄, 애덤 스미스, 토머스 리드, 로버트 번스, 애덤 퍼거슨, 존 플레이페어, 조지프 블랙, 제임스 허턴과 같은 인물들이 꼽힌다.
스코틀랜드 계몽주의는 스코틀랜드 사회의 발전과 상호 영향을 주고 받으며 발전하였고 유럽 여러 지역뿐만 아니라 이민자들에 의해 대서양을 넘어 미국과 같은 신흥국가까지 영향을 미쳤다.

## 배경
1707년 잉글랜드와 통합되어 스코틀랜드 의회는 활동을 중지했다. 국회의원, 정치인, 귀족, 관료집단 다수가 런던으로 이주했다. 그러나 스코틀랜드 법은 잉글랜드 법과 분리되어있었으므로 법원, 변호사, 판사 등은 에딘버러에 남아있었다. 대학, 의료시설처럼 스코틀랜드 교회 지도부 역시도 남았다. 변호사, 성직자는 교수, 지식인, 의료인, 과학자 및 건축가와 함께 스코틀랜드 계몽주의를 주도한 중산층 엘리트군을 형성했다.

### 경제 성장
1707년 잉글랜드와 스코틀랜드 합병당시 잉글랜드는 스코틀랜드 인구의 5배, 경제규모는 36배였다. 스코틀랜드 경제가 성장하면서 이 격차는 줄어들기 시작했다. 상류층은 농업 생산력 증대를 위해 잉글랜드와 신중하게 접촉해나갔다. 몇몇 지주는 농민의 삶을 개선하려는 노력을 보였지만 인클로저로 인한 실업은 남부 혹은 외국으로의 이주로 이어졌다. 남북 아메리카 대륙 시장의 확대는 가장 큰 국제무역 상황 변화였다. 이 새로운 시장과의 교류에서 글래스고는 특히 큰 이득을 보았다. 처음에는 식민지에 공장생산품을 공급했다가 이후 담배무역으로 전환하여 프랑스에 재판매하여 재미를 보았다. 이런 담배상인들은 18세기 내내 글래스고의 지배자 노릇을 했다. 이 시기에 은행도 발전하여 자코바이트에 동조적인 세력이 1695년 설립한 스코틀랜드 은행에 이어 1727년에는 경쟁자인 스코틀랜드 왕립은행도 만들어졌다. 글래스고나 에어(Ayr)등에는 지역은행도 생겨났다. 이렇게 상업자본이 생겨났고 도로와 무역 등의 발전도 이루어졌다.

### 교육 시스템
1496년 교육법은 모든 귀족과 지주의 자식들을 문법학교에 의무적으로 다니도록 규정하였으며 이 법안 통과 이후 스코틀랜드의 교육은 인문주의자들이 주도했다. 초등교육을 담당한 교구학교 네트워크는 청교도 교육을 지향했으며 1616년, 1633년, 1646년, 1696년에 의회에서 거듭 인정되며 시스템과 예산을 안정적으로 확보했다. 17세기 후반까지 에딘버러를 중심으로 한 저지대의 교구학교 네트워크는 탄탄하게 구축되었지만 고지대는 여러가지로 부족했다.
이 광범위한 학적 네트워크는 민주주의라는 신화를 만들어나갔다. 19세기에 많은 '재능인'(lad o' pairts)들이 교육을 통해 성장할 수 있었고 일반인들의 문해력은 스코틀랜드 전역에 걸쳐 좋아지고 있었다. 특히 잉글랜드 대비 그러했다. 역사가들은 이러한 교육이 스코틀랜드 계몽주의가 다른 나라들과 다를 수 있었던 결정적 차이를 만들어낸 것인가에 대해 의견이 나뉘어있다. 어떤 교구학교의 교육은 너무 짧고 기초적이었으며 또 의무도 아니었기 때문이다. 문해력이 실제로 어떠했는가와는 별개로 스코틀랜드의 학생들은 정보를 기억하고 재구성할 수 있는 높은 수준의 교육을 받을 수 있었다.
17세기에 스코틀랜드에는 5개의 대학이 있었는데 당시 잉글랜드에는 대학이 2개 뿐이었다. 삼왕국 전쟁 이후 스코틀랜드 부흥을 위해 노력한 결과 스코틀랜드 대학은 경제학, 과학을 포함한 강의 중심의 교육과정을 마련할 수 있었으며 이를 상류층, 귀족과 성직자의 자식들에게 제공했다. 수학 교육이 다시 강조되었고 세인트앤드류스와 애버딘의 킹스 칼리지, 마리셜 칼리지(Marischal colleges)에 천문대가 들어섰다. 로버트 시볼트(Robert Sibbald)는 에딘버러 최초의 의학 교수가 되었고 그는 1681년에 에딘버러 왕립의대를 설립하기도 했다.
일련의 과정을 거쳐 대학은 의학 교육의 중심지로 되어갔으며 스코틀랜드는 새로운 사고방식의 최전선이 되었다. 17세기말까지 알렉산더 몬로(Alexander Monro), 윌리엄 컬렌(William Cullen), 조지프 블랙 존 워커(John Walker) 등의 이름이 알려지며 에딘버러대 의과대학은 유럽 과학의 한 중심이 되었다. 18세기까지도 스코틀랜드의 대학은 잉글랜드, 독일, 프랑스에 비해 개방적이었다. 수업료가 쌌으며 더 보편적인 교육이었다. 18세기가 되자 스코틀랜드는 이 시스템에서 배출된 지적 성취의 혜택을 보기 시작했다.

### 지적 풍토

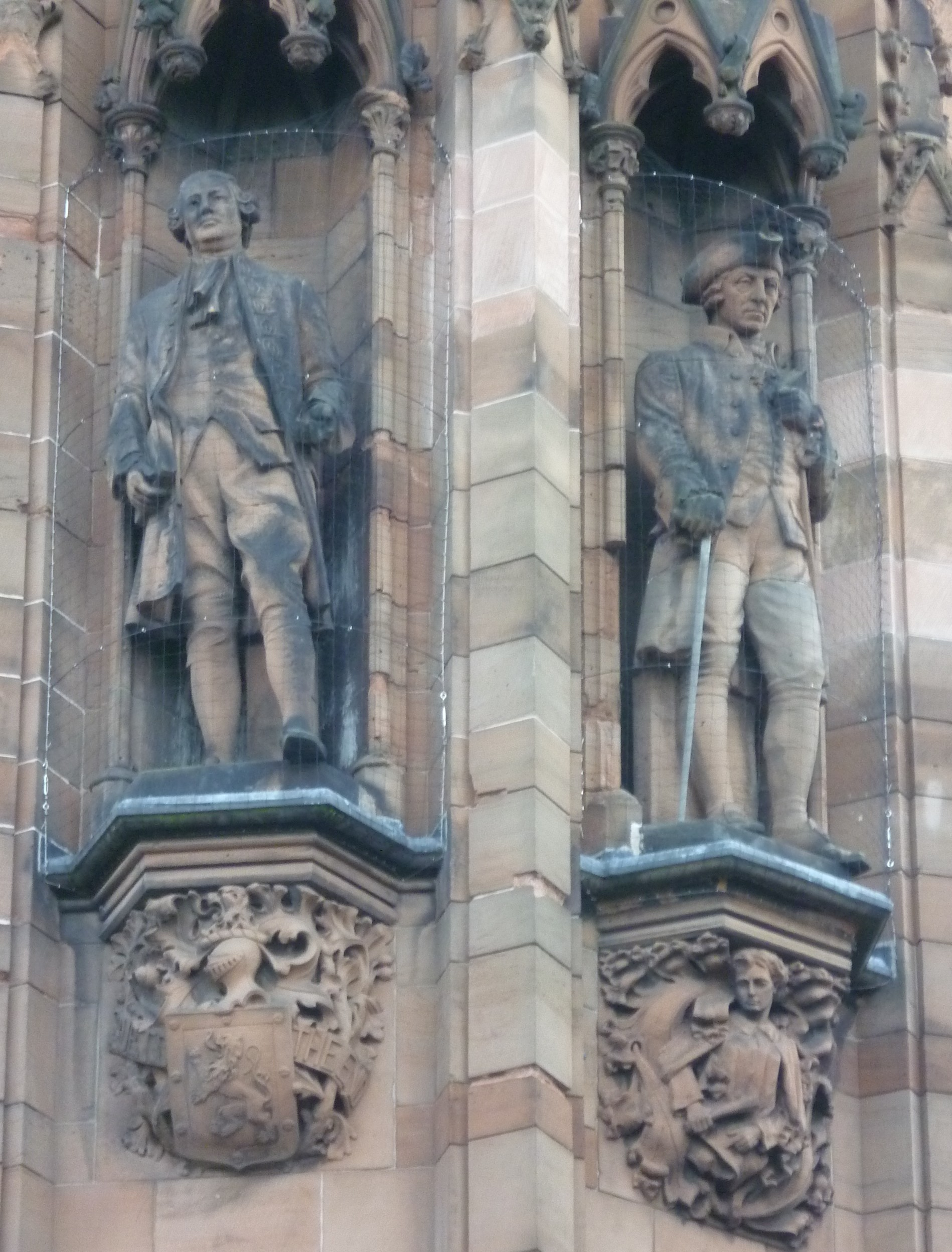
데이비드 흄과 애덤 스미스 (스코틀랜드 국립 초상화 미술관)

프랑스 계몽주의의 성취는 살롱을 기반으로 했으며 드니 디드로와 장 르 롱 달랑베르가 편집한 백과전서가 대표적이다. 볼테르, 장자크 루소 몽테스키외를 비롯해 수백명이 기여했다. 35권의 방대한 세트가 25000 질 이상 팔려나갔고 그중 절반은 프랑스 밖에서 소화되었다.
스코틀랜드의 지식생활은 주로 서적 유통의 형태로 이루어졌다. 에딘버러에는 1763년에 6개의 인쇄소와 3개의 제지소가 있었으며 1783년에는 16개의 인쇄소와 12개의 제지소로 늘어났다.
1710년대 에딘버러에서는 일련의 클럽들이 생겨나 지적인 토론을 이어나갔다. 최초의 클럽중 하나인 이지 클럽은 재코바이트 출판인인 토마스 러디만(Thomas Ruddiman)이 설립했다. 1740년대가 되자 글래스고에도 클럽이 생겨났는데 가장 중요한 것은 정치경제클럽이었다. 학계와 상인들사이의 연계를 지향했고 애덤 스미스가 초기부터 유명한 회원이었다.
에딘버러에는 스코틀랜드 명사회(The Select Society)가 유명했는데 화가 앨런 램지, 철학자 데이비드 흄과 애덤 스미스를 포함했다. 1762년에는 애덤 퍼거슨이 포커 클럽(The Poker Club)을 만들었다. 포커 클럽의 목표는 군사문제의 주요 이슈를 끌어올려(poke up) 시민군을 복원하는 것이었다. 이 배경에는 자코바이트의 주력이었던 고지대 사람들에게 에딘버러 인근의 저지대가 패배한 것에 대한 반성도 포함되어있다. 명사회가 해산된 후 에딘버러 대학생들이 모여 사변협회(Speculative Society)를 만들어 토론하기 시작했다. 사변협회와 잡지 에딘버러 리뷰는 에딘버러가 이후 활력을 잃어갈 때까지도 계속해서 학술단체로 남아있었다.
1750년까지 스코틀랜드의 주요 도시는 대학, 독서회, 도서관, 잡지, 박물관, 프리메이슨 공론장(lodge) 등의 지적 기반을 갖추었다. 이 스코틀랜드인 네트워크는 이후 대서양 계몽주의의 발전이 주로 칼뱅/뉴턴주의자가 주도하는 형태로 이루어질 수 있었던 배경이었다. 이러한 변화는 새로운 사회관계를 인지하고 해석할 수 있는 능력을 갖추게 된 것이라는 평가를 받았다.

## 주요 영역

### 경험주의와 상식 학파
스코틀랜드 계몽주의에서 주목할 첫번째 학자는 1729년부터 46년까지 글래스고의 도덕철학 교수였던 프랜시스 허치슨이다. 그는 샤프트베리(Shaftesbury)와 스코틀랜드 상식 학파를 잇는 고리이고 공리주의와 결과주의(Consequentialism)를 발전시켰다. 샤프트베리의 다른 후예로 조지 턴불(George Turnbull)이 있으며 그는 마리셜 칼리지에서 기독교 윤리와 교육 관련한 선구적 저작을 출판했다.
데이비드 흄은 인간 본성에 관한 논고(1738)와 도덕과 정치에 관한 에세이(Essays, Moral and Political, 1741)로 경험론과 회의주의의 철학적 토대를 쌓았다. 그는 애덤 스미스, 이마누엘 칸트, 제러미 벤담 등 계몽주의 후기 인물들에게 지대한 영향을 미쳤다. 흄의 논의는 에딘버러의 듀갈드 스튜어트(Dugald Stewart)와 토마스 브라운을 거쳐 존 스튜어트 밀로 이어졌다.
흄과는 대조적으로 턴불의 학생이었던 토머스 리드는 장관을 거친 조지 캠벨(George Campbell)과 도덕철학자 제임스 비티(James Beattie) 등과 함께 스코틀랜드 상식 학파를 일으켰다. 리드는 <상식의 원리에 입각한 인간 정신의 연구>(An Inquiry into the Human Mind on the Principles of Common Sense, 1764)를 출간하여 자신의 논의를 구체화했다. 이것은 계몽주의를 통한 과학적 접근과  종교적 믿음 사이의 조화를 만들어보려는 시도였다.

### 문학
이 시기의 스코틀랜드의 주요 문인으로는 제임스 보즈웰이 있으며 그의 여행기와 새뮤얼 존슨 평전(Life of Samuel Johnson , 1791)은 영국 계몽주의의 성취로 널리 언급된다. 앨런 램지(Allan Ramsay)는 스코틀랜드 고전문학을 재발견했고 목가적인 시쓰기를 유행시켜 Habbie stanza를 하나의 시적 형태로 정착시켰다. 변호사 헨리 흄(Henry Home, Lord Kames)은 수사학과 문체론의 교과서적 저작인 비평의 요소(Elements of Criticism, 1762)를 썼다.
목사이자 수사학 교수였던 휴 블레어(Hugh Blair)는 스코틀랜드에서 윌리엄 셰익스피어 작품집을 처음 만들었다. 그의 설교집(Sermons, 1777–1801)은 인간 언어의 인식과 기원을 인문주의적 수사학으로 절묘하게 풀어냈다는 평을 받았다. 그의 저작은 애덤 스미스와 듀갈드 스튜어트를 비롯한 여러 스코틀랜드 계몽주의자들에게 영향을 미쳤다.
제임스 맥퍼슨(James Macpherson)은 국제적으로 알려진 최초의 스코틀랜드 시인이었다. 그는 블레어를 통해 오시안을 알게되었고 고대 음유시인들의 시를 번역 출간하였다. 그는 켈틱 문학을 고대 서사시와 동급으로 올렸다. 그의 작품 Final(1762)는 여러 유럽어로 빠르게 번역되었고 고대의 전설과 자연의 아름다움을 노래하여 유럽 낭만주의에 큰 영향을 미쳤다. 특히 요한 고트프리트 헤르더와 요한 볼프강 폰 괴테의 독일 낭만주의에 영향을 주었다. 추후 맥퍼슨의 작품은 게일어의 번역이 아니고 독자를 의식해 풍부하게 개작한 것임이 밝혀졌다.
로버트 퍼거슨(Robert Fergusson)은 에딘버러의 삶과 계몽주의의 생생함을 노래했으며 가장 유명한 작품은 Auld Reekie(1773)였다. 가장 중요한 인물은 로버트 번스로 스코틀랜드의 국민시인으로 추앙되었다. 그는 다양한 시쓰기 뿐 아니라 스코틀랜드 전역에서 민요를 수집, 가필했다. 번스는 스코틀랜드 전통(makar) 외에도 고전, 성경, 다양한 영문학 작품과 관계를 맺고있다.

### 경제학

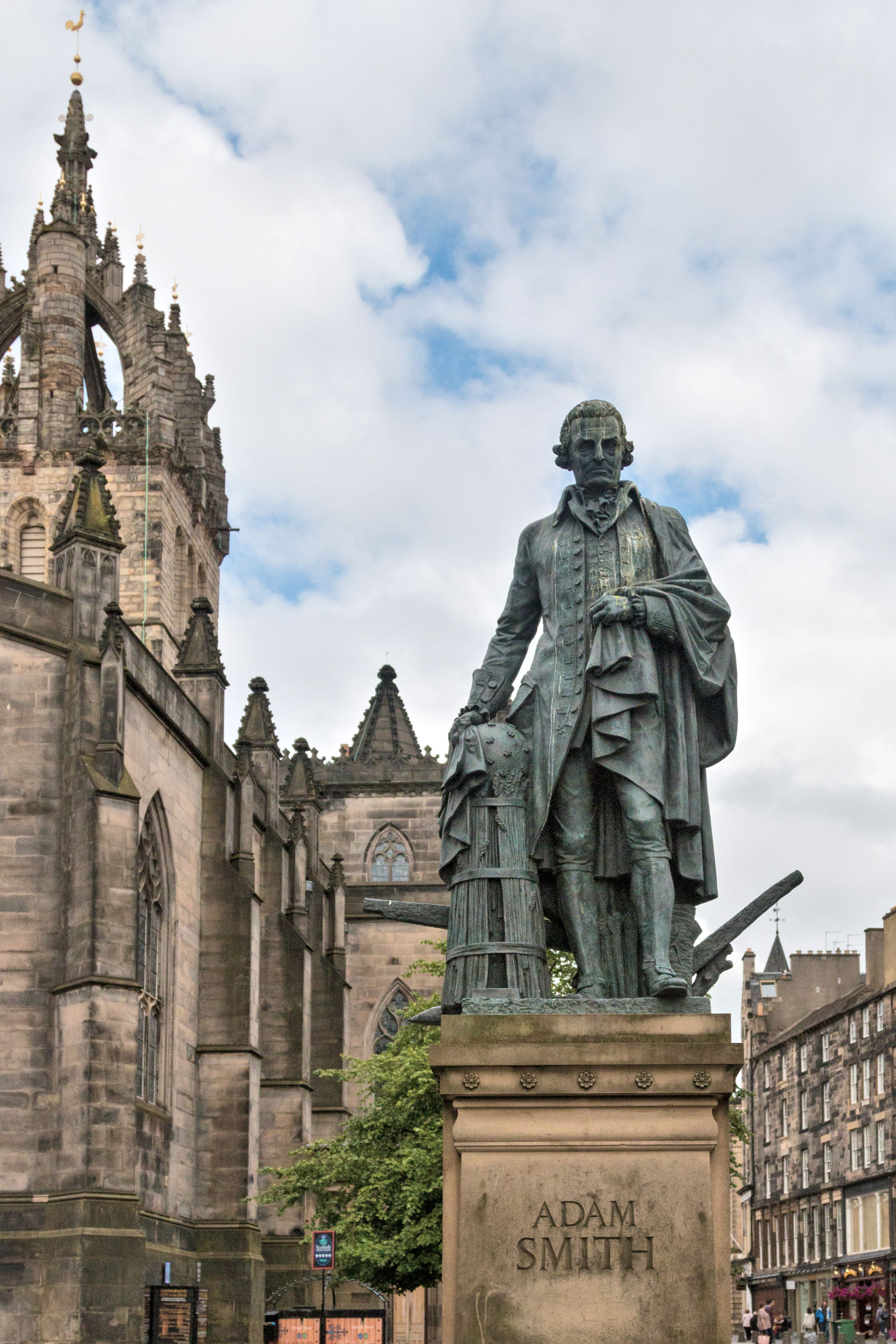
아담 스미스 동상

애덤 스미스는 국부론을 썼고 이는 현대 경제학의 출발점이 되었다. 출간후 영국 경제 정책에 곧바로 영향을 주었으며 세계화와 관세에 관한 기본 시각을 구성했다. 그간 농업만을 부의 원천으로 간주했던 중농주의와 노선을 달리하여 국가의 부는 토지, 노동, 자본의 결합으로 만들어진다고 보았다. 스미스는 노동의 분업화가 가져올 노동 생산성에 대해 논했다. 그리고 도시와 농촌간에, 국가와 국가간에 발생하는 무역의 활성화가 큰 이득을 가져온다고 적었다. 시장의 범위가 노동의 분업을 규정한다는 그의 명제는 공장, 산업, 경제 조직론의 기본 원칙으로 간주되었다.스미스는 모든 개인은 자기 이익을 위해 자본을 사용하려 하지 사회를 위해서가 아니라고 했으며 또 어떻게든 이윤을 남기기 위해, 생산성 향상을 위해 일정 규모의 자본은 필요하다고 했다."모든 생산의 유일한 목적은 더 높은 수준의 소비"이며 이를 위해 개인은 자신의 경제성장에 대해 관심을 가진다. 그리고 이것을 가능하게 해주는 것을 개념화한 것이 스미스의 보이지 않는 손이다.

### 사회학과 인류학
로드 몬보도(Lord Monboddo), 케임즈 경(Lord Kames)로 시작된 사상가들의 계보는 이후 제임스 버넷(James Burnett), 애덤 퍼거슨, 존 밀러, 윌리엄 로버트슨(William Robertson)과 존 워커(John Walker) 등으로 이어졌다. 이들은 고대 문명과 고대인들의 행동이 이후 근대성으로 어떻게 이어지는가에 대해 과학적인 접근을 지향했다. 휴 블레어(Hugh Blair)같은 인물은 인류학에 근대성 논의를 적용하여 수업을 진행했다. 현대 사회학은 전반적으로 스코틀랜드에서 기원한다는 의견도 있다. 로드 몬보도는 현대 비교 역사언어학의 창시자로 유명하다. 그는 인간이 환경과 사회변화에 대응하기 위해 인간이 언어능력을 발전시켜왔다고 주장했다. 그는 찰스 다윈과 알프레드 월러스가 정립시킨 자연선택과 초기 진화론을 빨리 수용하고 이후 발전에 기여했다.

### 수학, 과학 및 의학
스코틀랜드 계몽주의의 주요 사상가들 다수가 의사, 약사 훈련을 받았거나 대학에서 자연과학을 배웠다. 또 지역에서 활약한 의사, 약사, 군의들도 많았으며 의학 훈련을 받은 목사도 있었다. 잉글랜드, 프랑스, 오스트리아 등 지식인들이 귀족의 후원을 받았던 경우와는 달랐기 때문에 스코틀랜드 지식인들은 과학을 실용주의와 개혁의 시선으로 바라보는 경향이 강했다.
콜린 매클로린은 19세에 마리셜 칼리지의 수학과장으로 임명되었고 동시대의 지도적 수학자였다. 수학자, 물리학자인 존 레슬리 경은 열 실험으로 유명했고 최초의 인공 얼음을 만들었다.
그 외에 물리, 화학자인 윌리엄 쿨렌(William Cullen), 농업경제학자 제임스 앤더슨(James Anderson) 등이 있었다. 조지프 블랙은 이산화탄소와 잠열을 발견했고 화학식의 초기 형태를 구성했다.
지역 교구장이었던 데이빗 우어(David Ure)는 스코틀랜드 남부의 여러 화석들을 스케치하여 발표했다. 그의 발견은 이후 스코틀랜드의 박물학자들에게 자극을 주었다. 제임스 허턴은 최초의 현대 지질학자였으며 그의 Theory of the Earth (1795)는 지구의 나이를 과감하게 측정했다. 그의 생각은 이후 존 플레이페어가 대중화시켰다.
에딘버러는 의학교육과 연구의 주요 중심지가 되어갔다.

## 의미
스코틀랜드 계몽주의의 영향력을 가장 잘 드러내는 책은 브리태니커 백과사전으로 에딘버러에서 콜린 맥파쿠와(Colin Macfarquhar)와 앤드류 벨(Andrew Bell)이 주도하여 출간했다. 초판(1771)이 3권 2600페이지였는데 4판(1810)은 20권 16000페이지로 점차 호응을 받았다. 1898년 미국 출판사에 팔리기 전까지 계속 에딘버러에서 출간되었다.

### 문화적 영향
스코틀랜드 계몽주의는 건축, 미술, 음악을 포함한 다방면에 영향을 미쳤다.
로버트 아담(Robert Adam)은 건축가이자 인테리어 디자이너로 형제들과 함께 아담 스타일을 만들었다. 그는 영국뿐 아니라 서유럽, 북미, 러시아에까지 영향을 미쳤다. 아담의 주요 라이벌이었던 윌리엄 체임버스는 조지 3세의 전속 건축가가 되었고 이후 로버트 아담도 왕실 소속이 되었다.
화가중엔 존 알렉산더(John Alexander)와 윌리엄 모스만(William Mossman)이 유명하다. 그들은 에딘버러의 인물들 다수를 그렸다. 앨런 램지는 이 시기를 대표하는 화가로 스웨덴, 런던, 이탈리아를 거쳐 에딘버러에 정착해 친구인 데이비드 흄을 비롯해 장자크 루소 등을 그렸다. 개빈 해밀턴(Gavin Hamilton)은 이탈리아에서 경력을 쌓은 후 에딘버러와 여기저기에서 화가들의 선생처럼 지도를 했다. 그는 종교와 신화를 주제로 한 그림을 다수 그렸는데 일리아스 일러스트 외에도 Death of Lucretia (1768) 등에서 로마 공화정의 탄생을 묘사하는 등 계몽주의에 동조적이었다. 그는 자크루이 다비드에게 영향을 주었다.
1728년 에딘버러 음악협회(the Musical Society of Edinburgh)가 생겼다. 알렉산더 먼로(Alexander Munro), 제임스 풀리(James Foulis), 찰스 매클린(Charles McLean) 등이 활약했다. 토마스 어스킨(Thomas Erskine)은 교향곡을 작곡한 첫번째 스코틀랜드인이었다. 18세기 중반 스코틀랜드 작곡가들은 앨런 램지가 선언한 수집과 정제(own and refine)라는 모토에 맞춰 스타일을 만들어나가기 시작했다. 제임스 존슨(James Johnson)은 저지대의 멜로디를 모아 단순화하고 18세기 대중들의 취향에 맞춰 이탈리아 스타일을 포함한 스코틀랜드 실내악(Scots drawing room style)을 만들었다. 제임스 오스왈드(James Oswald)와 윌리엄 맥기본(William McGibbon) 등의 작곡가들도 동참했다. 오스왈드는 저지대 멜로디에 갤릭(Gaelic)사운드를 도입한 Curious Collection of Scottish Songs (1740)을 작곡했다. 하지만 이후 이 스코틀랜드 풍은 결국 영국 풍(British collections) 유행에 밀려 쇠락했다.

### 영향력의 확산
보통 스코틀랜드 계몽주의 18세기 말에 종료된 것으로 얘기하지만 토머스 칼라일, 제임스 와트, 윌리엄 머독, 제임스 클러크 맥스웰, 켈빈 톰슨, 월터 스콧 등의 인물들이 계속 등장하여 이후에도 50년 이상 지속되었다. 이 영향력은 영 제국 전역 뿐 아니라 신대륙으로 이어졌으며 특히 미국 건국의 아버지에게 중요한 영향을 미쳤다. 스코틀랜드 상식 학파의 철학은 19세기 미국의 사상과 종교에 영향을 주었다. 일본은 메이지 유신 이후 문명개화의 모델을 스코틀랜드 계몽주의에서 찾았으며 그 내용을 다룬 존 버튼의 저서를 참고하여 후쿠자와 유키치는 서양사정 외편(1868)을 저술했다. 이 책을 통해 유길준을 비롯해 개화기 지식인들이 부분적으로 영향을 받았다.
스코틀랜드의 극작가 로버트 맥렐런(Robert McLellan) 스코틀랜드 계몽주의기의 에딘버러를 무대로 한 다수의 희극을 썼다. The Flouers o Edinburgh (1957), Young Auchinleck (1962), The Hypocrite (1967) 등이 그것이다.

## 주요 인물
생년순, 한국어 위키백과 항목이 있는 인물만
- 존 로 (1671–1729) economist, banker, active in France
- 제임스 스털링 (수학자) (1692–1770) mathematician
- 프랜시스 허치슨 (1694–1746) philosopher
- 콜린 매클로린 (1698–1746) mathematician
- 윌리엄 머리 (1705–1793) jurist, judge and politician
- 토머스 리드 (1710–1796) philosopher, founder of the Scottish School of Common Sense
- 데이비드 흄 (1711–1776) philosopher, historian and essayist
- 제3대 뷰트 백작 존 스튜어트 (1713–1792) politician, botanist, literary and artistic patron, first President of the Society of Antiquaries of Scotland
- 휴 블레어 (1718-1800 ) professor of rhetoric, minster of Scotland church
- 애덤 스미스 (1723–1790) philosopher and political economist
- 존 위더스푼 (1723–1794) a Founding Father of the United States, signer of US Declaration of Independence
- 애덤 퍼거슨 (1723–1816) considered the founder of sociology
- 존 그레고리 (의사) (1724–1773) physician, medical writer and moralist
- 제임스 허턴[71] (1726–1797) founder of modern geology
- 조지프 블랙 (1728–1799) physicist and chemist, first to isolate carbon dioxide
- 제임스 브루스 of Kinnaird (1730–1794) African explorer
- 제임스 케어 (1735 – 1820) chemist, geologist, industrialist and inventor
- 제임스 와트 (1736–1819) inventor of a more efficient, practical steam engine
- 길버트 스튜어트 (1742–1786) journalist and historian
- 대니얼 러더퍼드 (1749–1819) physician, chemist and botanist
- 듀갈드 스튜어트 (1753-1828 ) philosopher
- 윌리엄 머독 (1754–1839) engineer and inventor
- 로버트 번스[97] (1759–1796) poet
- 윌리엄 플레이페어 (1759–1823) engineer, political economist, founder of graphical methods of statistics
- 월터 스콧 (1771–1832) novelist, poet
- 제임스 밀 (1773–1836) philosopher
- 로버트 브라운 (식물학자) (1773–1858) botanist
- 존 로스 (탐험가) (1777–1856) Arctic explorer
- 토머스 칼라일 (1795–1881) historian and philosopher

- 미국 계몽주의

- 브로드 리, 알렉산더 Scottish Enlightenment : Anthology (1998), 주요 출처. 발췌 및 텍스트 검색

- 뉴요커 기사 .
- 스코틀랜드 계몽주의 – 소개.
- 생활 철학
- 에든버러 구시가 협회
- BBC "스코틀랜드 계몽주의"

## 추가 자료
- Allan, David, Virtue, Learning and the Scottish Enlightenment: Ideas of Scholarship in Early Modern History, Edinburgh University Press, 1993, ISBN 978-0-7486-0438-8.
- Berry, C. J., Social Theory Of The Scottish Enlightenment, Edinburgh University Press 1997, ISBN 0-7486-0864-8.
- Broadie, Alexander. The Scottish Enlightenment: The Historical Age of the Historical Nation. Birlinn 2002. Paperback: ISBN 1-84158-151-8, ISBN 978-1-84158-151-4.
- Broadie, Alexander, ed. The Cambridge Companion to the Scottish Enlightenment. (Cambridge Companions to Philosophy) Cambridge University Press, 2003. ISBN 978-0-521-00323-0.
- Bruce, Duncan A. The Mark of the Scots: Their Astonishing Contributions to History, Science, Democracy, Literature, and the Arts. 1996. Hardcover: ISBN 1-55972-356-4, ISBN 978-1-55972-356-5. Citadel, Kensington Books, 2000. Paperback: ISBN 0-8065-2060-4, ISBN 978-0-8065-2060-5.
- Buchan, James Crowded With Genius: Edinburgh's Moment of the Mind. (Harper Perennial, 2004). ISBN 978-0-06-055889-5.
- Campbell, R. H. and Andrew S. Skinner, eds. The Origins and Nature of the Scottish Enlightenment (1982), 12 essays by scholars, esp. on history of science
- Daiches, David, Peter Jones and Jean Jones. A Hotbed of Genius: The Scottish Enlightenment, 1730–1790 (1986), 170 pp; well-illustrated introduction
- Derry, J. F. Darwin in Scotland: Edinburgh, Evolution and Enlightenment. Whittles Publishing, 2009. Paperback: ISBN 1-904445-57-8.
- Daiches, David, Peter Jones, Jean Jones (eds). A Hotbed of Genius: The Scottish Enlightenment 1731–1790. (Edinburgh University Press, 1986); ISBN 0-85411-069-0
- Dunyach, Jean-François  and Ann Thomson, eds. The Enlightenment in Scotland: national and international perspectives (2015)
- Eddy, Matthew Daniel. The Language of Mineralogy: John Walker, Chemistry and the Edinburgh Medical School, 1750–1800 (2008).
- Goldie, Mark. "The Scottish Catholic Enlightenment," The Journal of British Studies Vol. 30, No. 1 (Jan. 1991), pp. 20–62 in JSTOR
- Graham, Gordon. "Morality and Feeling in the Scottish Enlightenment," Philosophy Vol. 76, No. 296 (Apr. 2001), pp. 271–82 in JSTOR
- Herman, Arthur. How the Scots Invented the Modern World: The True Story of How Western Europe's Poorest Nation Created Our World & Everything in It (Crown Publishing Group, 2001), ISBN 0-609-80999-7.
- Hook, Andrew (ed.) The History of Scottish Literature. Vol. 2. 1660–1800 (Aberdeen, 1987).
- Israel, Jonathan "Scottish Enlightenment and Man's 'Progress'" ch 9 in Democratic Enlightenment: Philosophy, Revolution, and Human Rights 1750–1790 (2011) pp. 233–69 excerpt and text search
- Lenman, Bruce P. Enlightenment and Change: Scotland 1746–1832 (2nd ed. The New History of Scotland Series. Edinburgh University Press, 2009). 280 pp. ISBN 978-0-7486-2515-4; 1st edition also published under the titles Integration, Enlightenment, and Industrialization: Scotland, 1746–1832 (1981) and Integration and Enlightenment: Scotland, 1746–1832 (1992); general survey
- Scott, Paul H. (ed.) Scotland. A Concise Cultural History (Edinburgh, 1993).
- Swingewood, Alan. "Origins of Sociology: The Case of the Scottish Enlightenment," The British Journal of Sociology, Vol. 21, No. 2 (Jun., 1970), pp. 164–80 in JSTOR
- Towsey, Mark R. M. Reading the Scottish Enlightenment: Books and Their Readers in Provincial Scotland, 1750–1820 (2010)